# Amfreville-les-Champs (Sekwana Nadmorska)
Amfreville-les-Champs – miejscowość i gmina we Francji, w regionie Normandia, w departamencie Sekwana Nadmorska.
Według danych na rok 2010 gminę zamieszkiwało 160 osób, a gęstość zaludnienia wynosiła 35 osób/km².